# 정은우 (축구 선수)
정은우(2003년 4월 22일 ~ )는 대한민국의 축구 선수로 포지션은 윙어이다. 현재 K리그1 대구 FC 소속이다.